# 河京
株式会社河京（かわきょう）は、福島県喜多方市に本社を置く、食品加工販売を行う企業である。

## 概要
喜多方市に本社を置き、お土産用の喜多方ラーメンを主体とした製造販売をしている。
お土産の喜多方ラーメンは、県内の高速道路サービスエリアやキヨスク、お土産店などで販売している。また、喜多方市内に「会津喜多方ラーメン館」「カフェ&スイーツCoccotree（コッコツリー）」の2店舗、市外に「めん屋河京」（会津若松市）、「河京ラーメン館猪苗代店」（猪苗代町）の計2店舗の運営を行っている。

## 沿革
- 1956年（昭和31年）- 佐藤富郎が山菜加工にて河京商店を設立
- 1963年（昭和38年）- 喜多方市松山町（現在地）にて第一工場竣工きのこ缶詰製造開始
- 1981年（昭和56年）7月7日 - 喜多方駅前店オープン
- 1985年（昭和60年）- 喜多方ラーメン取扱開始（OEM）
- 1986年（昭和61年）- 株式会社河京として法人化
- 1988年（昭和63年）- 喜多方ラーメン製造開始
- 1990年（平成2年）- 東京営業所開設
- 1998年（平成10年）6月7日 - 会津喜多方ラーメン館オープン
- 2000年（平成12年）4月25日 - 会津喜多方ラーメン館2号館オープン
- 2003年（平成15年）9月24日 - 会津若松市にラーメン館会津店オープン
- 2007年（平成19年）7月11日 - ラーメン館会津店がめん屋河京へリニューアルオープン
- 2008年（平成20年）9月10日 - 第二工場新設
- 2011年（平成23年）
  - 4月20日 - 河京喜多方駅前店閉店
  - 4月23日 - 会津喜多方ラーメン館リニューアルオープン。会津喜多方ラーメン館2号館がうまいもの館へリニューアルオープン。
  - 4月29日 - 猪苗代町に河京ラーメン館猪苗代店オープン
- 2015年（平成27年）4月18日 - カフェ&スイーツCoccotree（コッコツリー）オープン

## 直営店舗
- 会津喜多方ラーメン館
- カフェ&スイーツCoccotree（コッコツリー）
- めん屋河京
- 河京ラーメン館猪苗代店

## 主な製品
- 河京の喜多方ラーメン
- 自家製　厚切りチャーシュー
- なめこ缶詰
- 半生うどん

## 受賞
- 2002年（平成14年）- 第1回ふくしま県産品コンクールにおいて「手巻きラーメン」がふくしま特選品大賞受賞